# Marc Ziegler
Marc Ziegler (ur. 13 czerwca 1976) – niemiecki piłkarz występujący na pozycji bramkarza. 
29 stycznia 2008 Ziegler obronił rzut karny wykonywany przez Diego w meczu z Werderem Brema. Borussia wygrała ten mecz 2:1.